# 防空識別圏

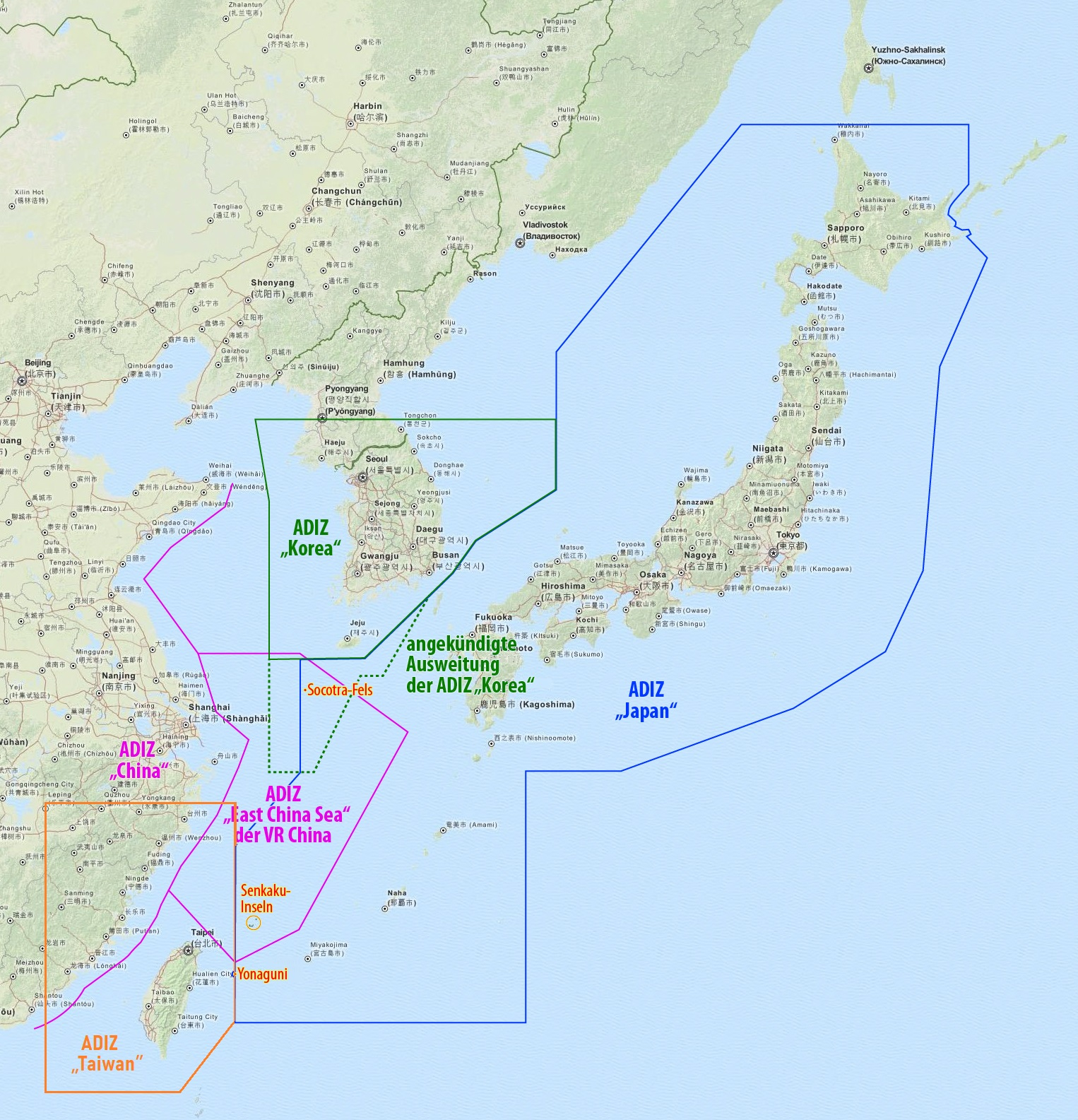
青は日本、赤は中国、緑は韓国、オレンジは中華民国(台湾)の防空識別圏

防空識別圏（ぼうくうしきべつけん、英語: air defense identification zone, ADIZ）とは、各国が国土防空上の必要性から領空とは別に設定した空域のことである。英称の頭文字から「アディーズ」と呼ばれることがある。
防空識別圏では常時防空監視が行われ、あらかじめ飛行計画を提出せずに進入する航空機には識別と証明を求める。さらに領空侵犯の危険がある航空機に対しては、軍事的予防措置などを行使することもある。
民間航空機の航空での安全のために国際的に割り当てられ、各国が分掌管理する飛行情報区（FIR）とは異なる。

## 来歴
1941年の真珠湾攻撃を経験したアメリカ合衆国では、高速の航空機に対しては領空侵犯が起きてから対処していては間に合わないことが強く意識されるようになった。1948年、米空軍は沖合のいくつかの海域を「アクティブ・ディフェンス・エリア」または「ディフェンス・ゾーン」として指定した。そして1950年12月、トルーマン大統領が商務長官に対して発出した大統領令に基づいて、世界初のADIZが設定された。このADIZにおいては、航空機に対して位置報告と飛行計画の提出を義務付け、これに違反したものに対しては、国籍を問わず一年以下の懲役または1万ドル以下の罰金刑に処することとし、もし位置報告ないし飛行計画の事前提出なしにADIZに進入した航空機に対しては、軍用機による対処行動をとることとされた。
このような規定は、シカゴ条約で確定している公空自由の原則に真っ向から反することから、法学者の間では国際法への違反が取り沙汰されることとなった。しかし各国政府はアメリカに対して抗議することなく、これを尊重し、むしろ自らもこれに倣う姿勢を打ち出した。カナダ、フランス、ソビエト連邦、イギリスなどもそれぞれにADIZを設定していった。
国際法においては慣習法が主たる法源である（慣習国際法）ことから、このような趨勢を受けて、ADIZの慣行が法規範としての効力を有するようになり、特定目的達成のため必要と認められる合理的範囲内において、公空においても国家主権の行使が許されるようになった。ただし各国ごとの規定内容には差異がある。またADIZ内であっても、領空外において通報の強制や実力行使を行った場合は公空自由の原則を侵害する違反行為にあたるが、通報のない飛行に対して領空侵犯が行われないように要撃機による監視を行うにとどまる場合の合法性については、明確な見解の統一はみられない。

## 日本の防空識別圏

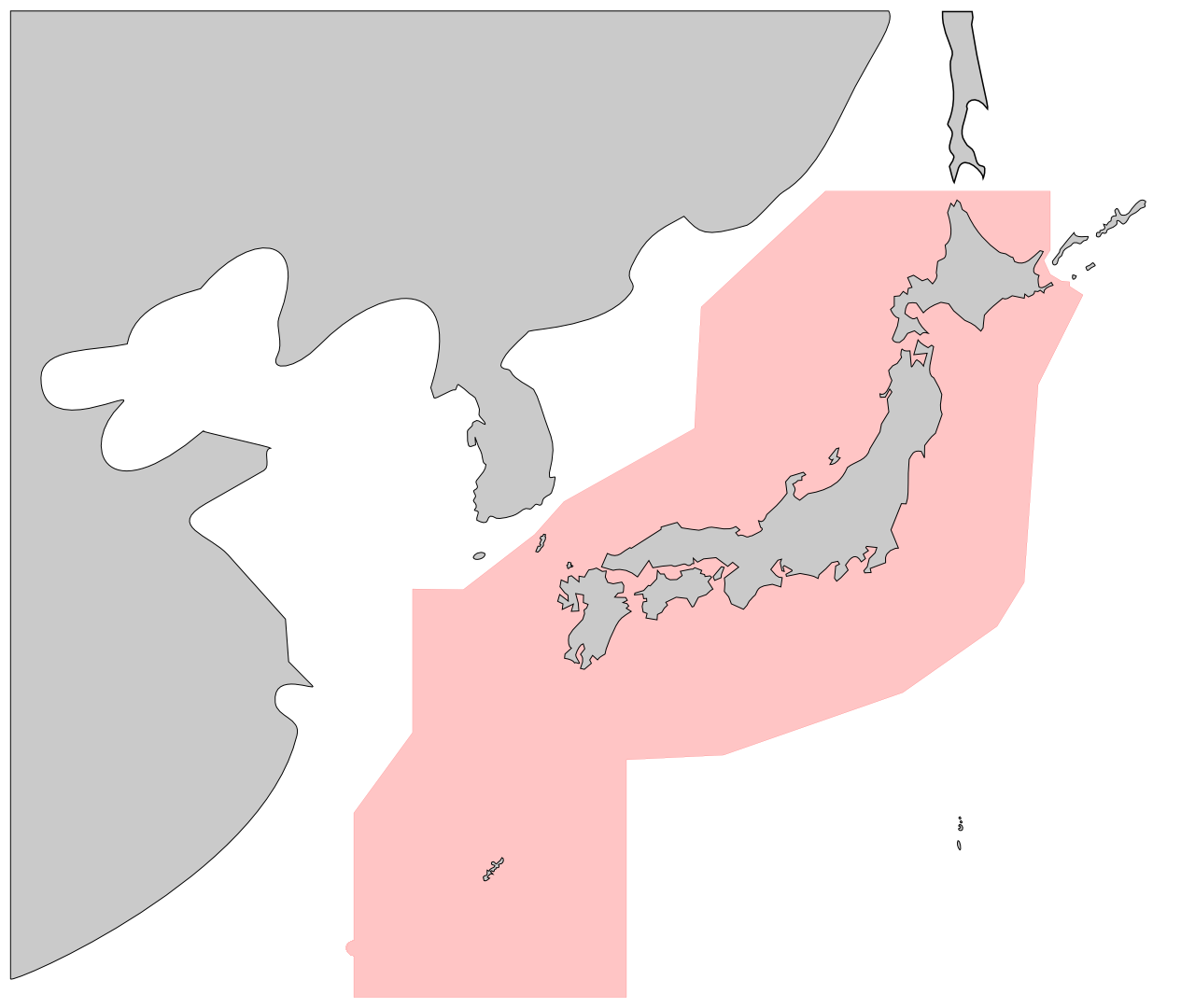
日本の防空識別圏（外側線内）

アメリカでADIZが設定された1950年当時、連合国軍占領下の日本ではアメリカ空軍が国土防空を担っていたことから、アメリカ合衆国本土と同様にADIZが設定された。1952年に平和条約が発効して主権が回復した後、日本の国土防空が航空自衛隊に引き継がれるのに伴い、ADIZもアメリカの管轄から日本のそれへと引き継がれることとなった。この結果、日本国の防空識別圏はGHQが制定した空域をほぼそのまま使用することとなっている。
ADIZの根拠として、1969年に「防空識別圏における飛行要領に関する訓令」（昭和44年防衛庁訓令第36号）が定められ、この圏内に進入する全ての航空機に対して位置報告と飛行計画の事前提出を求めた。この訓令は行政規則にあたり、防衛省の職員以外にはその拘束力は及ばず、法的規範とはいえない。ただし対領空侵犯措置の有効な実施に資することを目的としていることもあって、事実上ポジション・レポートを怠った民間機は自衛隊機によるスクランブル・チェックを受けることになっており、当該訓令は事実上全ての航空機によっておおむね遵守されている。
なお、航空法第99条に基づいて国土交通省が提供する航空情報の一種である「航空路誌」（AIP）においては、有視界飛行方式により国外から防空識別圏を経て日本国の領域に至る飛行を行う場合、飛行計画を航空管制機関に提出すること、事前に提出された飛行計画と異なる飛行を行う場合は航空交通業務機関および航空自衛隊のレーダーサイトに無線通報することを要請している。これはあくまで要請であって法的義務ではない。